# Țichindeal, Sibiu
Țichindeal, mai demult Cichindeal sau Ceccendal (în dialectul săsesc Zakelnduel, Tsikkndâl, Tsakeln, în germană Zickenthal, Ziegenthal, în trad. „Valea caprelor", în maghiară Cikendál) este un sat în comuna Nocrich din județul Sibiu, Transilvania, România.
Localitatea Țichindeal se află într-o vale, transpunerea fonetică în limba română fiind făcută după germanul "Thal", care însemnă "vale", nu "deal". Același fenomen lingvistic s-a produs și în cazul numelui localității Merghindeal, care de asemenea se află într-o vale.

## Istoric
Anul primei atestări scrise: 1350-1359; possessio Chekendal.
În anul 1350, documentele istorice atestă pentru prima dată existența satului Țichindeal, sub denumirea de Chekendeal. Acest toponim derivă din numele de “Lalle siculorum” adică “Valea secuilor”, - secui așezați aici ca păzitori de graniță (ulterior strămutați în Secuime).

## Așezare
Satul Țichindeal este așezat în partea de est a județului Sibiu și este situat la o altitudine de 504 m deasupra nivelului mării.
El ocupă o suprafață de 133 de iugăre, 65 de iugăre fiind curți. (Suprafața satului Țichindeal era de 1500 de hectare în anul 1950.) La est se mărginește cu comuna Nocrich și Alțina, la sud cu comunele Marpod și Hosman și la nord cu comunele Roșia și Vurpăr.
Pe teritoriul localității se află un vicus roman. De aici provin trei fibule și alte obiecte mărunte. Așezarea se află pe valea Rotbavului, la aproximativ 4 km în amonte de vărsarea acestuia în Hârtibaci.
Pe un promontoriu ce domină satul dinspre SE, se află în ruină vechea biserică numită Biserica ungurească.

## Monumente istorice
Biserica „Cuvioasa Paraschiva”

## Personalități
- Teodor Aaron (1803 - 1859), preot, cărturar;
- Ioan Hidu, General de Brigadă, Primul Comandant al Gărzii Naționale Române din Cluj

## Imagini

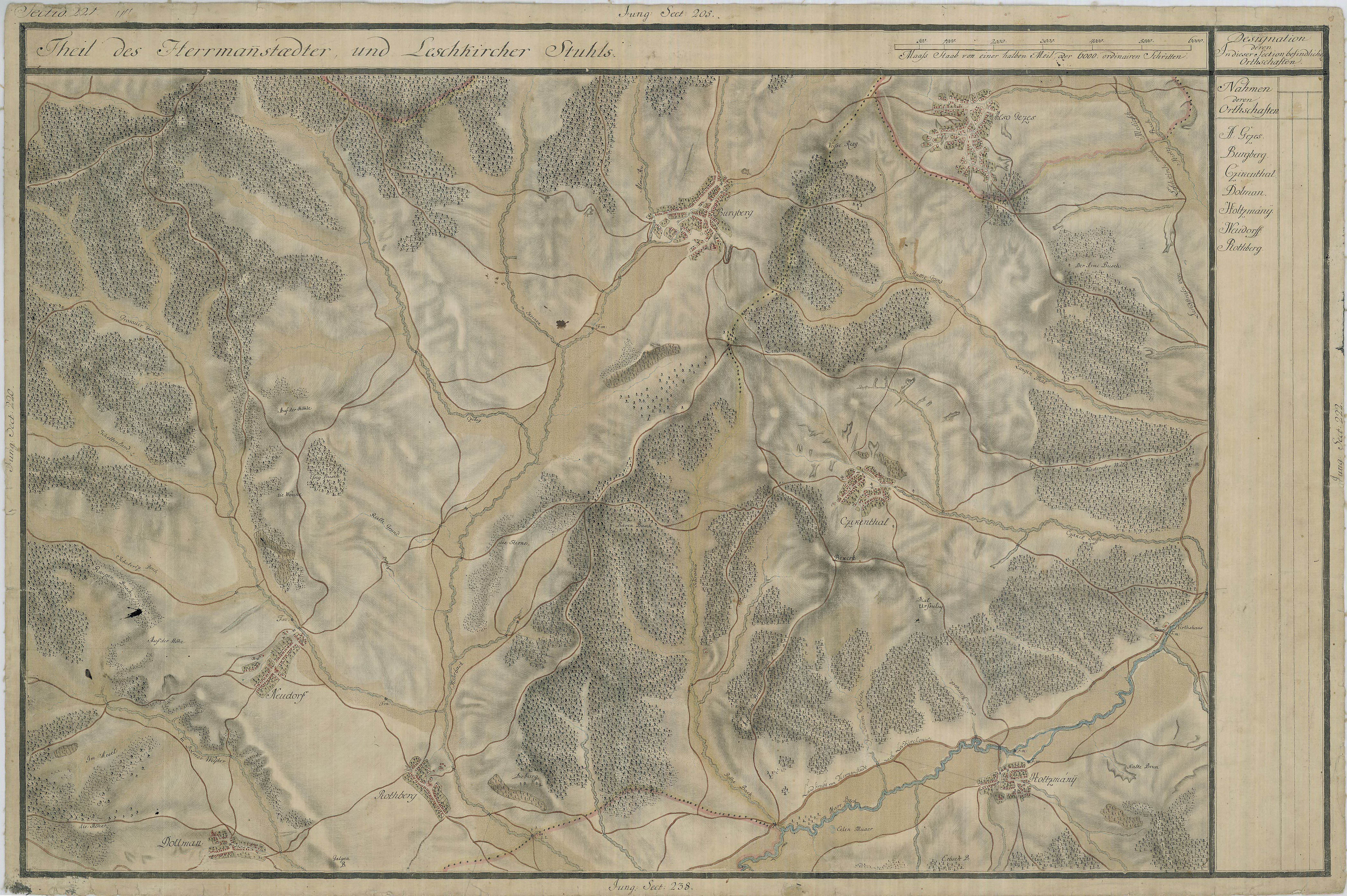
Ţichindeal în Harta Iosefină a Transilvaniei, 1769-1773
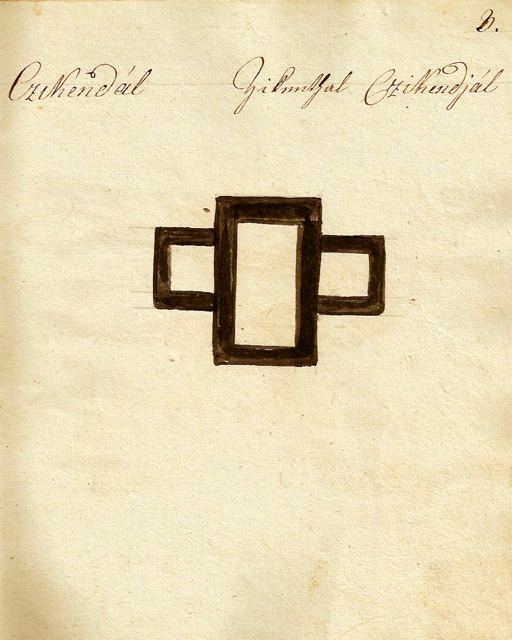
1826 - Danga pentru vitele din Ţichindeal
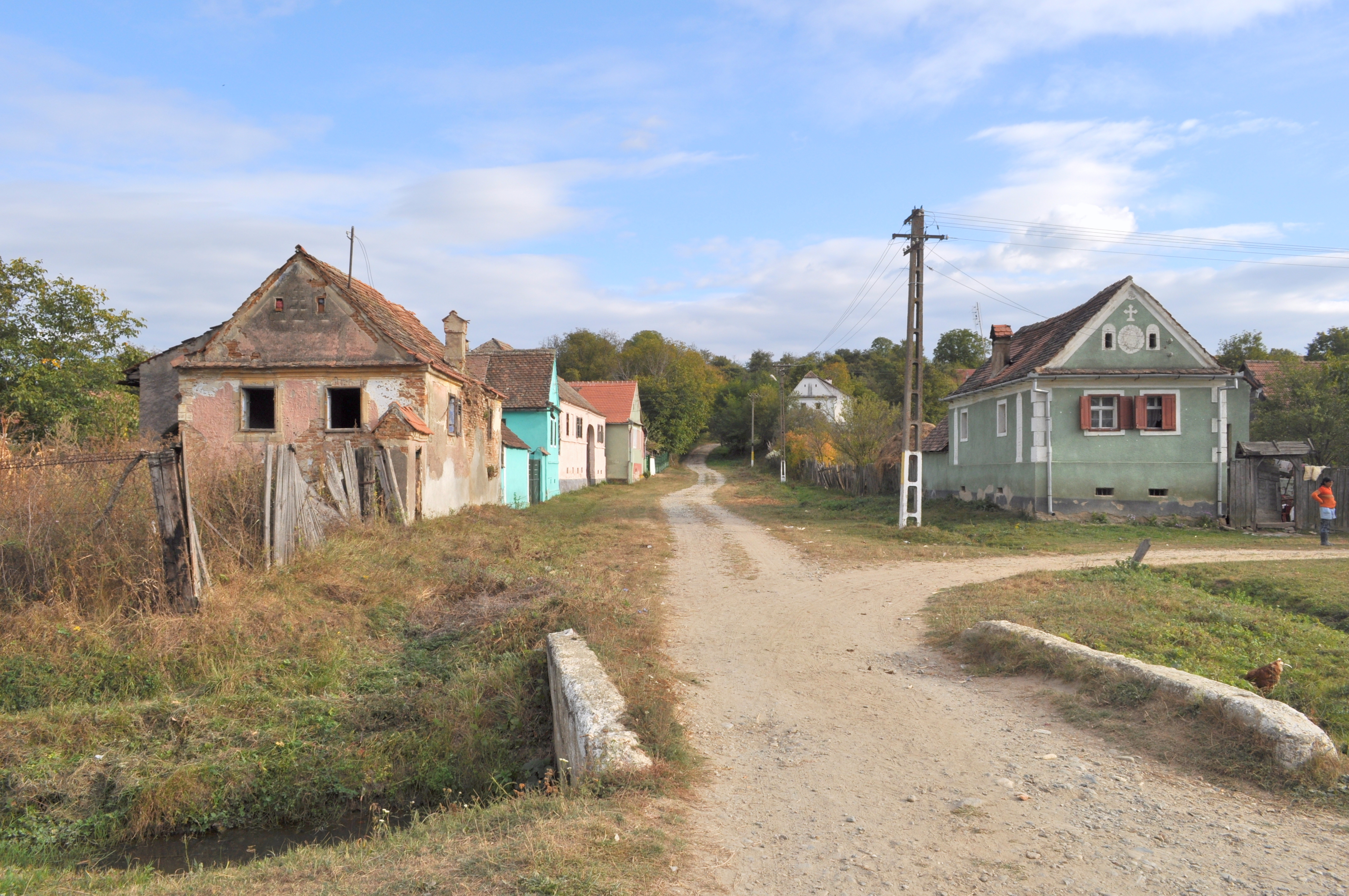
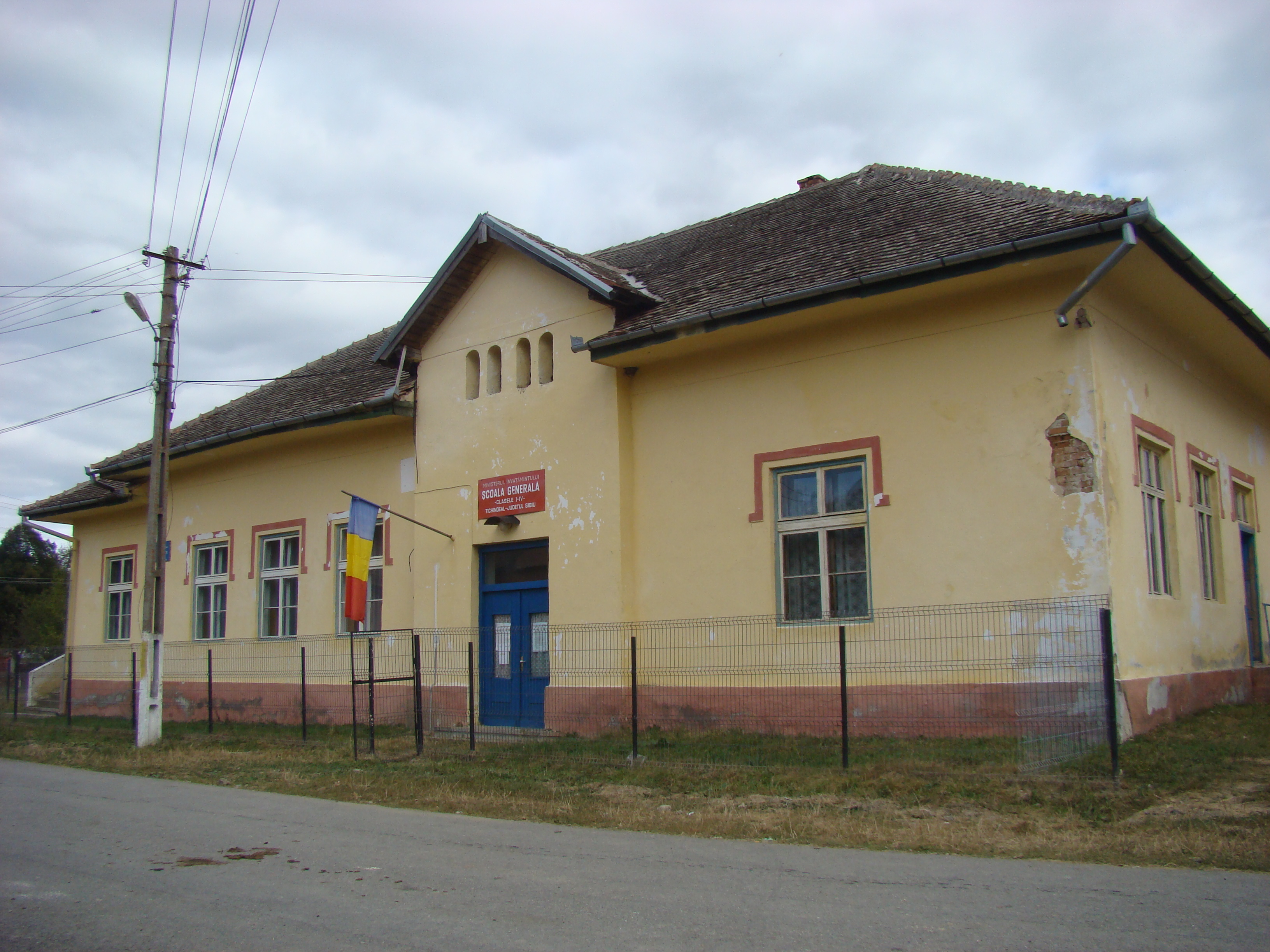
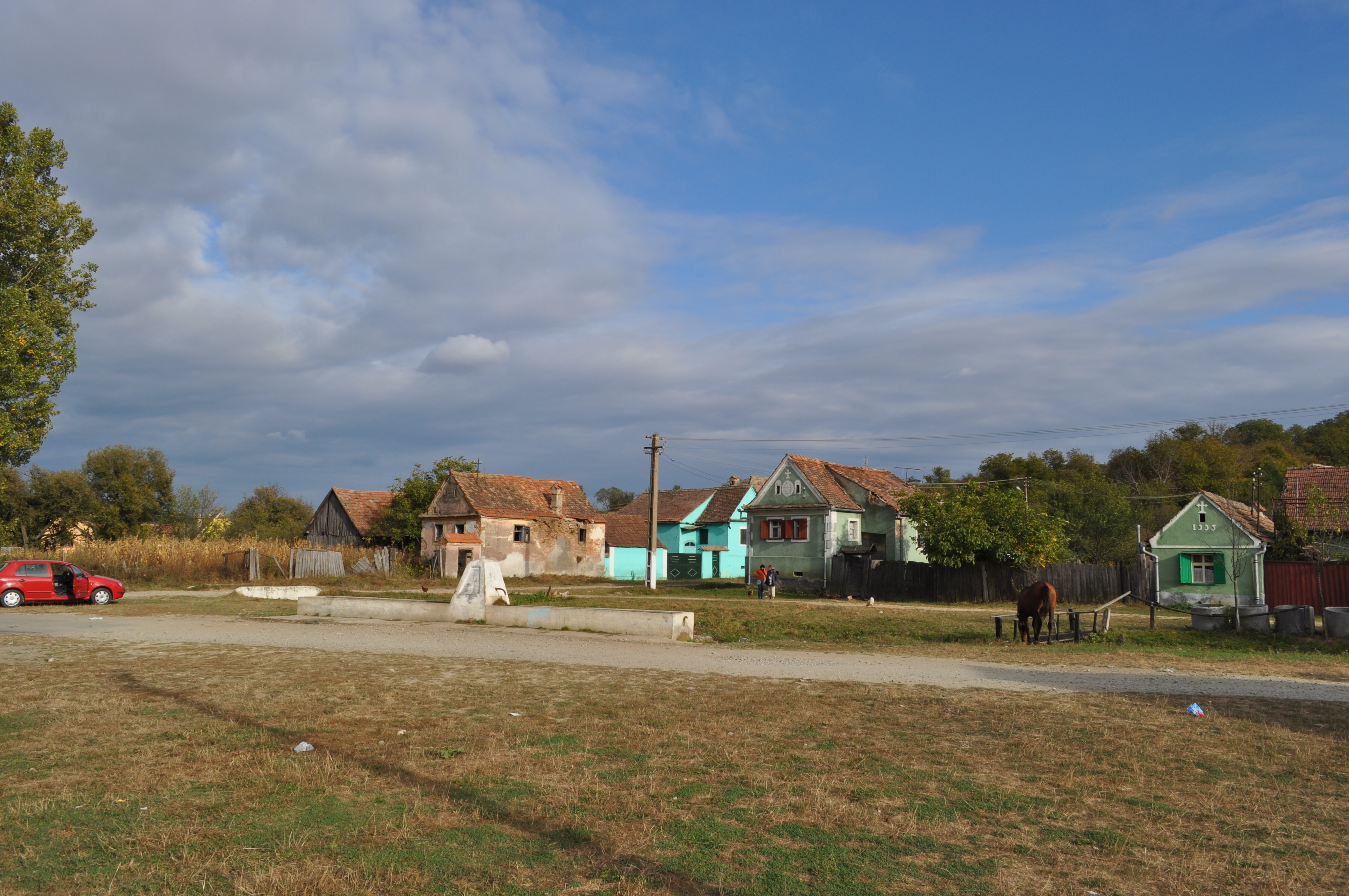
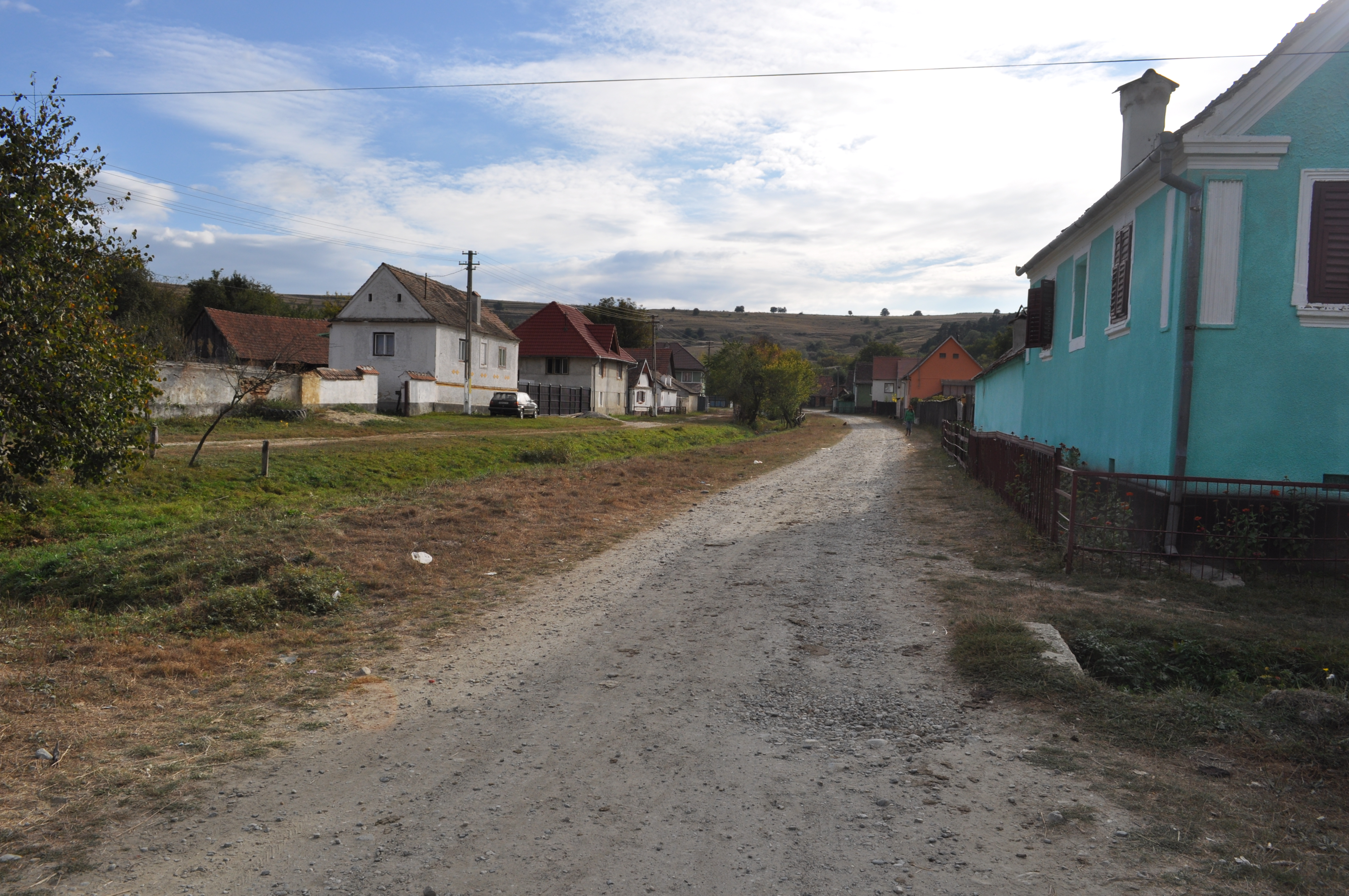
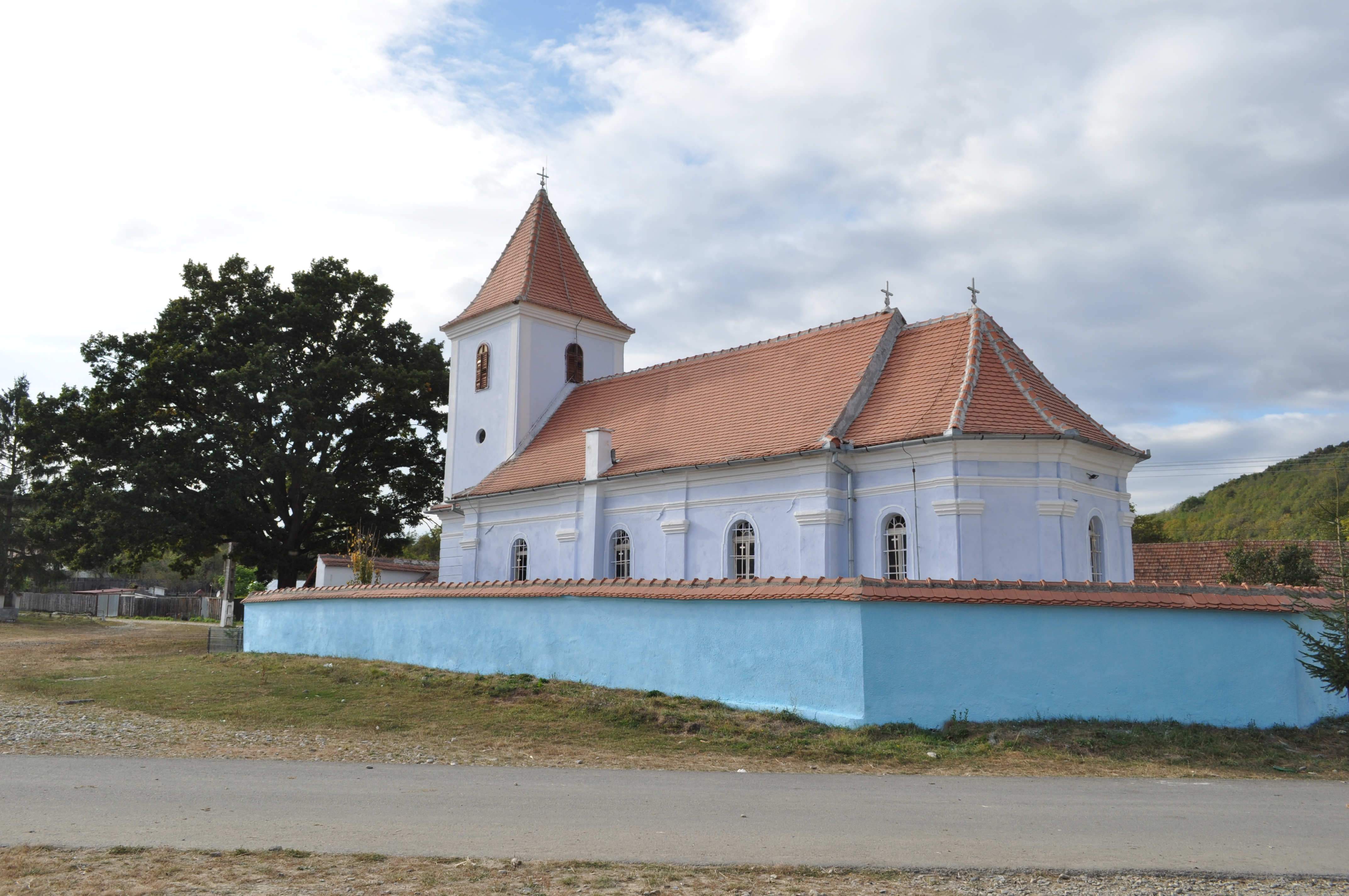
Biserica „Cuvioasa Paraschiva”
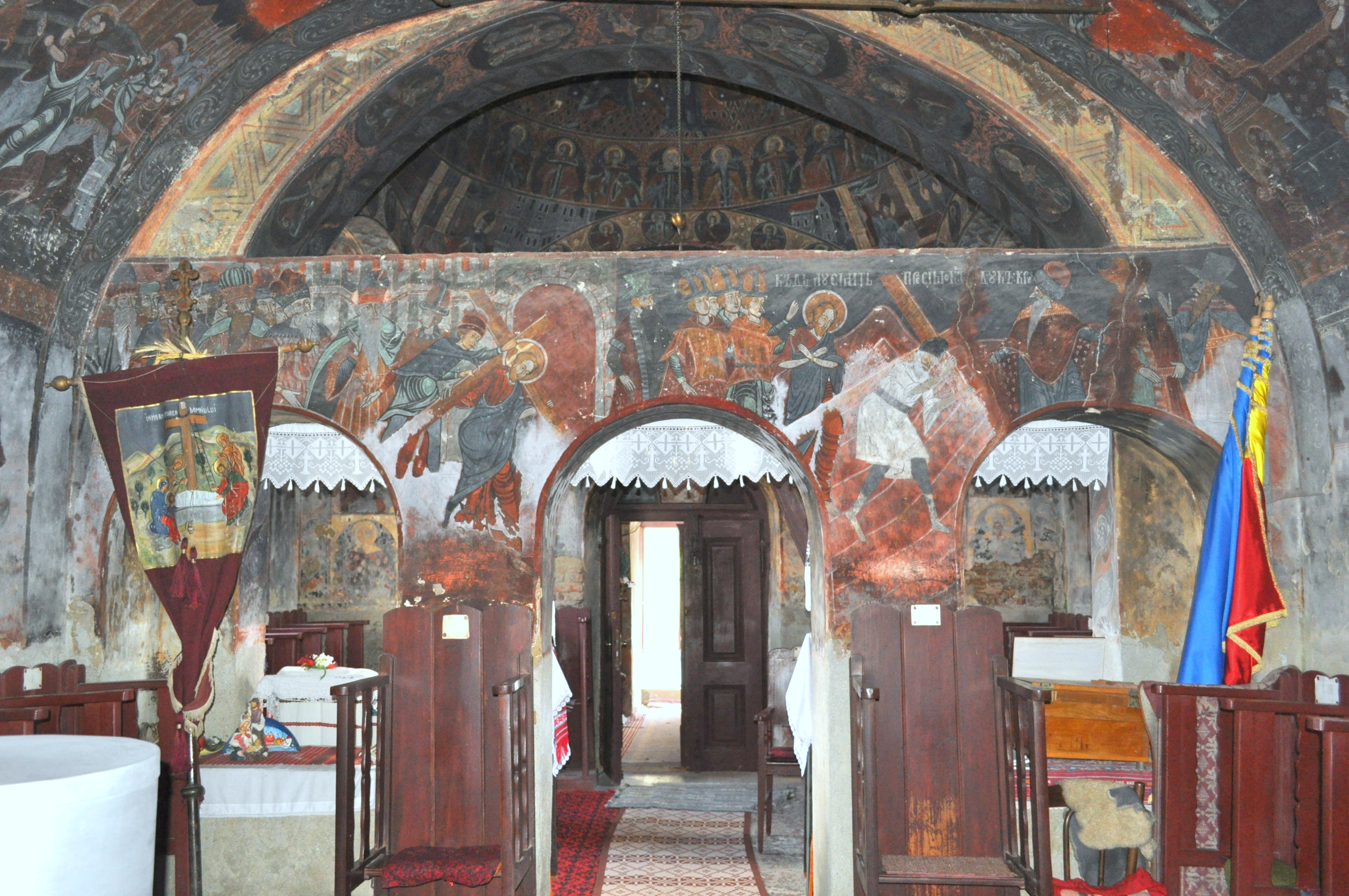
Biserica „Cuvioasa Paraschiva”